# Hammersmith (1864)
La stazione di Hammersmith è una stazione della metropolitana di Londra servita dalla linea Circle e dalla linea Hammersmith & City.

## Storia
La stazione odierna si affaccia a Beadon Road e venne inaugurata il 1º dicembre 1868, sostituendo quella situata leggermente più a nord che aprì il 13 giugno 1864.
In questa stazione ci furono, per un certo lasso di tempo, anche delle piattaforme della Metropolitan Line, che operava nelle stazioni da Hammersmith a Richmond dal 1887.
L'estensione chiuse il 31 dicembre 1906, poco dopo la sua apertura, a causa dell'introduzione nella linea di treni elettrici.

## Nella cultura di massa
La stazione appare nel film Adulthood (2008), così come in una delle prime versioni del singolo LDN di Lily Allen. In LDN, Lily entra nella stazione e sale su un treno con la sua bicicletta rossa Raleigh Chopper, diretta a Ladbroke Grove.
La stazione, oltre che nel singolo di Lily Allen, appare anche nel video musicale Bravo Lover (dell'album Agent J) del cantante taiwanese Jolin Tsai.

## Interscambi
Una stazione omonima si trova a 60 metri di distanza, permettendo l'intercambio con la linea District e la linea Piccadilly.
Nei pressi della stazione, inoltre, si trova l'Autostazione di Hammersmith, gestita da Transport for London, ove effettuano fermata numerose linee automobilistiche urbane (gestite da London Buses), nonché alcune linee extraurbane a lunga percorrenza effettuate da compagnie private.
- (Hammersmith - linee District e Piccadilly);
- Fermata autobus

## Galleria d'immagini

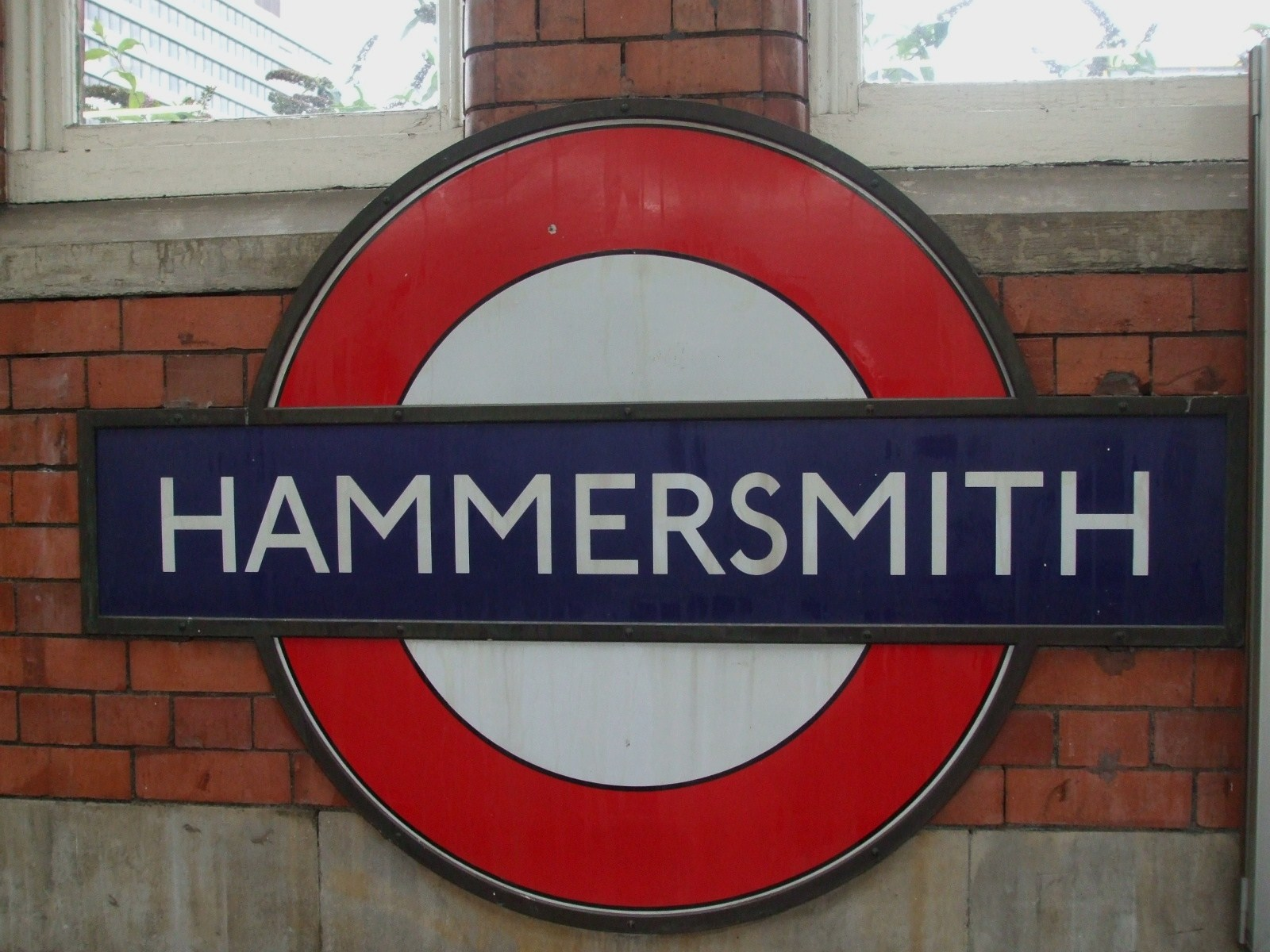
Un roundel della stazione.
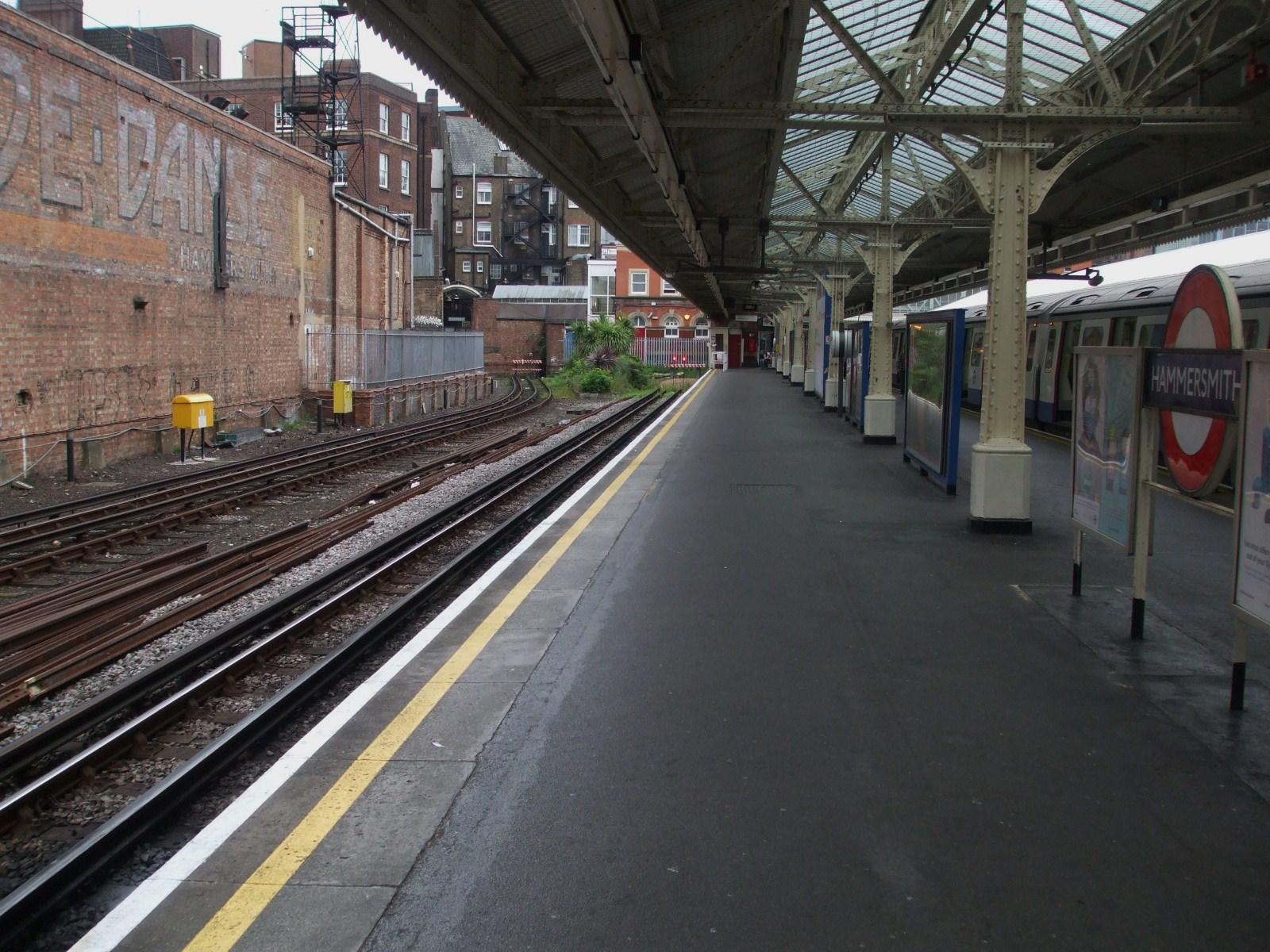
La terza banchina vista da nord.